# オール (ノルウェー)
オール（ノルウェー語: Ål）は、ノルウェーのブスケルー県に属す自治体。伝統的な地域区分ではハリンダル地域に含まれる。行政の中心地はオール村。公用語はニーノシュク。
元々は教区だったが、1838年1月1日に自治地区制が敷かれると共に自治体となった。1877年にはホール地区が分離した。

## 基礎情報

### 地名
古ノルド語ではÁllと綴り、ガリや溝渠を指した。1921年にAalからÅlに綴りが変わった。

### 紋章
現在の紋章は1984年11月30日に承認された。赤地に3つのダイヤモンドが縦に並んでいる。これはこの地でつくられるつづれ織りの代表的な紋様で、オール、トルポ、レヴェルドにある3つの教会を表している。

## 観光
トルポには1190年代に建てられたトルポ・スタヴ教会が現存する。また、レクスヴル地区にある17世紀に建てられた古い農家は現在博物館に改装されており、オープン後には家畜の放牧のさい暮らす石造りのコテージも復元された。

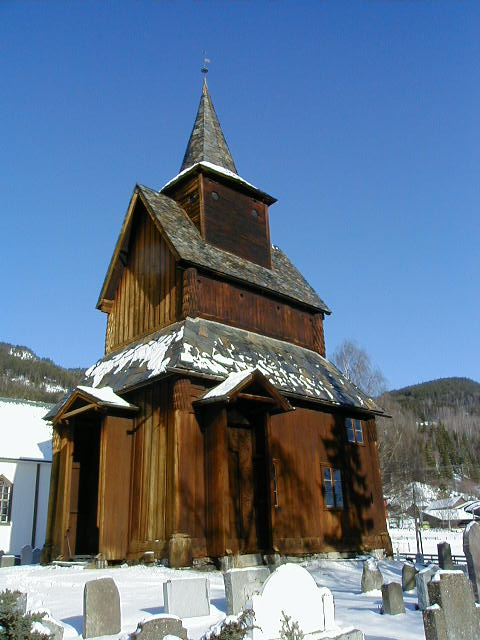
トルポ・スタヴ教会
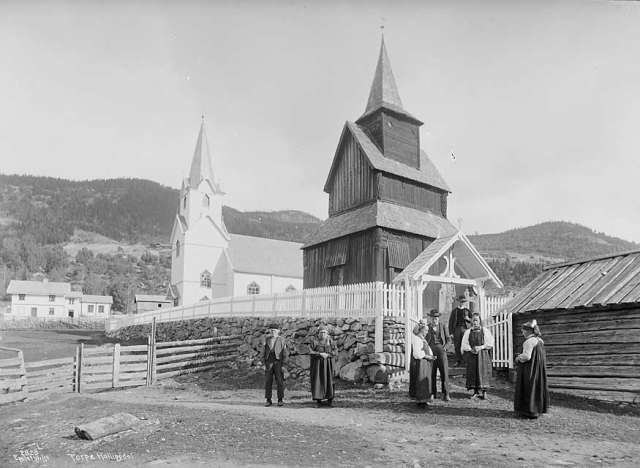
同教会
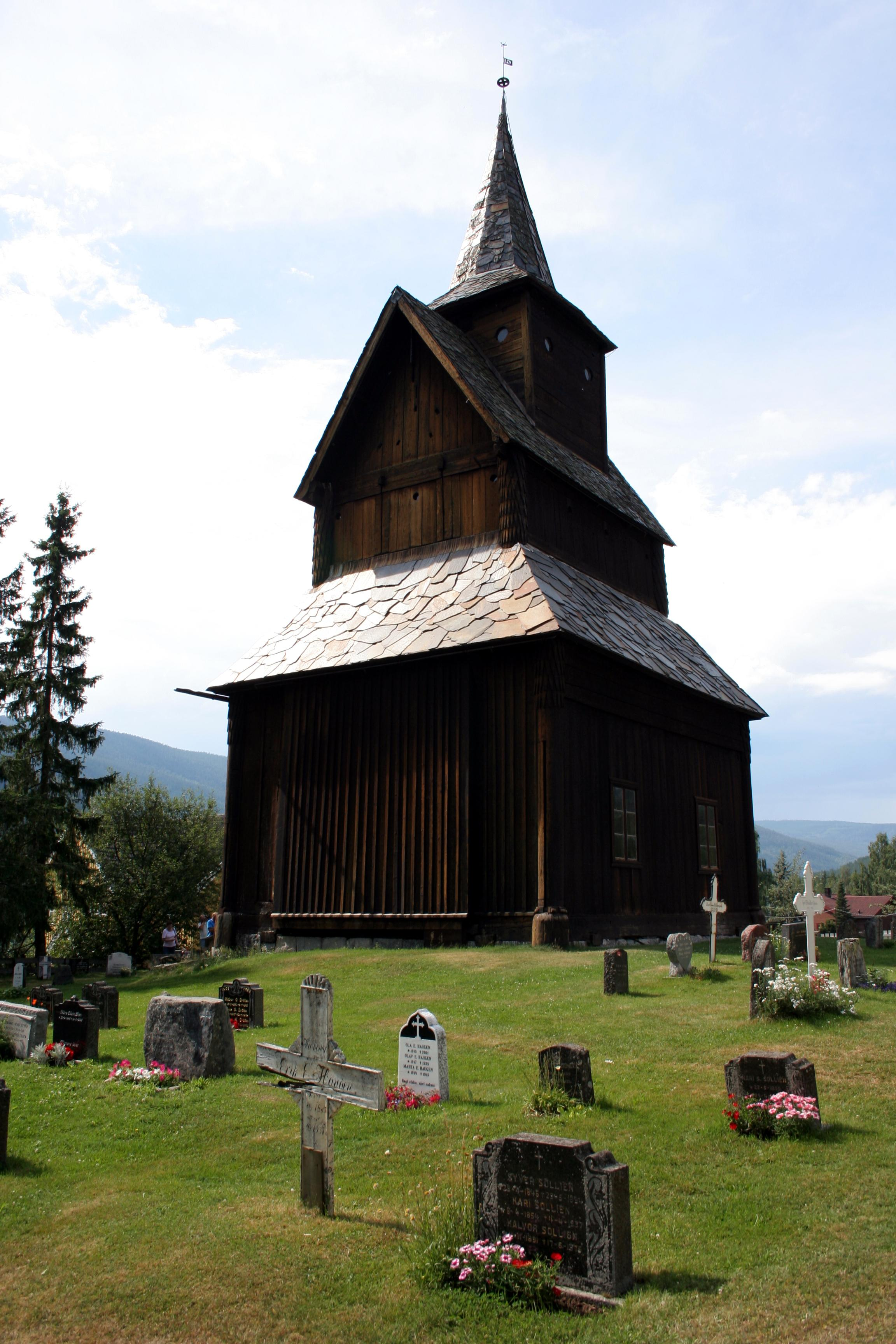
同教会

## 姉妹都市
- ソノラ（グアテマラ）[6]